# Necrópole Paleocristã de Pécs
A Necrópole Paleocristã de Pécs (antiga Sopianae) no sul da Panónia, na Hungria é um sítio arqueológico onde se encontrou evidências da existência de uma comunidade cristã no Século IV. Os hipogeus, o mausoléu e os restos da capela descobertos e conservador no terreno da necrópole constituem uma herança excepcional da comunidade paleocristã. Trata-se de uma das mais importantes necrópoles fora da Itália. Foi inscrita como Patrimônio Mundial da UNESCO em 2000.

## História
A necrópole tem câmaras de sepultura em dois níveis. Os afrescos de São Pedro e São Paulo são únicos na Europa Central. Encontra-se ali também o afresco paleocristão mais antigo que representa a Virgem Maria. As construções foram utilizadas sem modificações até o final do século XVI, preservando assim a arquitetura do local por 1200 anos.